# Elaphoglossum gorgoneum
Elaphoglossum gorgoneum är en träjonväxtart som först beskrevs av Georg Friedrich Kaulfuss, och fick sitt nu gällande namn av Brackenr. Elaphoglossum gorgoneum ingår i släktet Elaphoglossum och familjen Dryopteridaceae. Inga underarter finns listade.